# Třída Matchanu
Třída Matchanu byla třída pobřežních ponorek thajského královského námořnictva. Ve službě byly v letech 1937–1951. Všechny byly vyřazeny po neúspěšném vojenském převratu námořnictva, které bylo následně degradováno na pobřežní službu a velikostně redukováno.

## Stavba
Všechny čtyři ponorky této třídy postavila japonská loděnice Mitsubishi v Kobe. Do služby byly přijaty v letech 1937 a 1938.
Jednotky třídy Matchanu:
| Jméno        | Založení kýlu | Spuštěna | Vstup do služby | Status         |
| ------------ | ------------- | -------- | --------------- | -------------- |
| Matchanu     | 1936          | 1936     | září 1937       | Vyřazena 1951. |
| Wirun        | 1936          | 1936     | září 1937       | Vyřazena 1951. |
| Plai Chumpol | 1936          | 1937     | 1938            | Vyřazena 1951. |
| Sinsamut     | 1936          | 1937     | 1938            | Vyřazena 1951. |

## Konstrukce

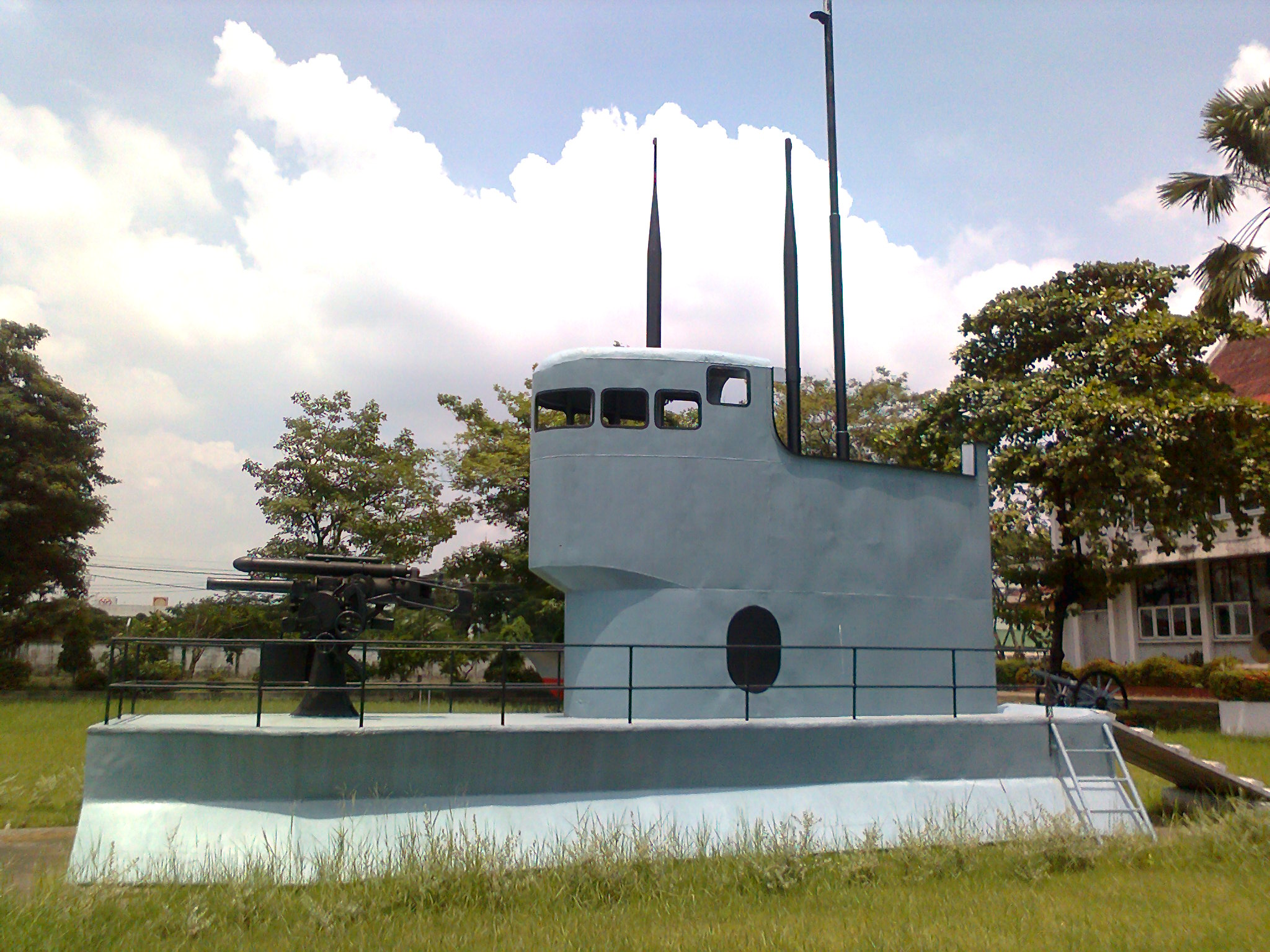
Dochovaná věž ponorky Matchanu

Ponorky byly vyzbrojeny jedním 76mm kanónem, jedním 13,2mm kulometech a pěti 533mm torpédomety. Pohonný systém tvořily dva diesely o výkonu 1000 hp a dva elektromotory o výkonu 540 hp, pohánějící dva lodní šrouby. Nejvyšší rychlost dosahovala 14,5 uzlu na hladině a 8 uzlů pod hladinou. Dosah byl 3000 námořních mil při plavbě na hladině rychlostí 10 uzlů.